# My Turn
A My Turn (magyarul: Én jövök) a cseh Martina Bárta, mellyel Csehországot képviselte a 2017-es Eurovíziós Dalfesztiválon, Kijevben. A dal belső kiválasztás során nyerte el a jogot, hogy képviselje az országot a dalfesztiválon.

## Eurovíziós Dalfesztivál
A dalt az Eurovíziós Dalfesztiválon a május 9-i első elődöntőben adta elő, fellépési sorrendben tizennegyedikként az Izlandot képviselő Svala Paper című dala után és a Ciprust képviselő Hovig Gravity című dala előtt. Az elődöntőben a tizenharmadik helyen végzett, így nem jutott tovább a május 13-i döntőbe.
A következő cseh induló Mikolas Josef Lie to Me című dala volt a 2018-as Eurovíziós Dalfesztiválon.